# Diocesi di Callipoli
La diocesi di Callipoli è sede soppressa del patriarcato di Costantinopoli (in greco: Μητρόπολης Καλλιουπολέως ; Mitrópolis Kallioupoleos) e una sede titolare della Chiesa cattolica (in latino Dioecesis Callipolitana).

## Storia
Callipoli, corrispondente alla città di Gelibolu nella penisola omonima in Turchia, è un'antica sede vescovile della provincia romana di Europa nella diocesi civile di Tracia. Faceva parte del patriarcato di Costantinopoli ed era suffraganea dell'arcidiocesi di Eraclea.
La diocesi è documentata nelle Notitiae Episcopatuum del patriarcato di Costantinopoli dal VII al XV secolo. Le Notitiae del XIV secolo la indicano come sede metropolitana, mentre nella Notitia del XV secolo, risalente all'inizio del periodo ottomano, Callipoli è retrocessa a semplice diocesi suffraganea di Eraclea.
Pochi sono i vescovi noti di Callipoli nel periodo bizantino: Cirillo fu tra i padri del concilio di Efeso del 431; Armonio prese parte al sinodo riunito a Costantinopoli nel 536 dal patriarca Mena per condannare Antimo; Melchisedech assistette al secondo concilio di Nicea nel 787; Trifone è noto per un'iscrizione non datata, redatta in occasione dei lavori di restauro di una chiesa; Giuseppe infine è documentato poco dopo la metà del XIV secolo. 
Nel 1205 la città fu occupata dagli eserciti crociati, che la mantennero fino al 1234. In questo periodo venne istituita una diocesi di rito latino, di cui sono noti alcuni vescovi anonimi menzionati nelle lettere dei papi Innocenzo III e Onorio III.
Tra XIII e XIV secolo la diocesi fu elevata al rango di sede metropolitana. L'unico metropolita noto è Giuseppe, che prese parte al concilio indetto dal patriarca Callisto I nel 1351 per affrontare le controversie teologiche che videro coinvolti Barlaam di Seminara, Gregorio Acindino e Gregorio Palamas.
Nel 1376 Callipoli fu definitivamente conquistata dagli Ottomani; a causa della diminuzione della popolazione cristiana la sede venne retrocessa a semplice diocesi suffraganea di Eraclea. Un documento patriarcale del 1715 attesta l'unione di Callipoli con la sede di Madito. La diocesi di Callipoli e Madito fu elevata a sede metropolitana nel dicembre 1901. Sul finire della guerra greco-turca, nell'ottobre del 1922 i greco-ortodossi che abitavano la regione furono fatti evacuare verso la Grecia, prima dell'occupazione definitiva dell'esercito turco. Oggi non esistono più cristiani nell'area dell'antica sede metropolitana di Callipoli e Madito.
Dal XIV secolo Callipoli è annoverata tra le sedi vescovili titolari della Chiesa cattolica; la sede è vacante dal 16 giugno 1992.

## Cronotassi

### Vescovi greci
- Cirillo † (menzionato nel 431)
- Armonio † (menzionato nel 536)
- Melchisedech † (menzionato nel 787)
- Trifone †
- Giuseppe † (prima del 1351 - dopo il 1354)
- Melezio † (? - dicembre 1651)
- Macario † (? - 1668)
- Filoteo † (1668 - 20 novembre 1676)
- Atanasio † (20 novembre 1676 - 1680)
- Geremia † (1680 - 1728)
- Gregorio I † (menzionato nel 1776)
- Gioacchino † (1795 - dicembre 1834 deceduto)
- Gregorio Poumpouras † (gennaio 1835 - 1880/81 dimesso)
- Abercio † (gennaio 1881 - 5 febbraio 1891 eletto metropolita di Moglena)
- Fozio Vougioukas † (16 febbraio 1891 - gennaio 1892 deceduto)
- Doroteo Mammelis † (1 marzo 1892 - 7 dicembre 1896 eletto metropolita di Grevena)
- Gerolamo Gorgias † (31 maggio 1897 - 9 luglio 1909 eletto metropolita di Chio)
- Panareto Petridis † (14 luglio 1909 - 12 agosto 1910 eletto metropolita di Eliopoli)
- Callinico Georgiadis † (12 agosto 1910 - 29 febbraio 1912 deceduto)
- Costantino Koidakis † (8 marzo 1912 - 7 ottobre 1924 eletto metropolita di Plomario)

### Vescovi latini
- Anonimo † (menzionato nel 1208)
- Anonimo † (menzionato nel 1210)[8]
- Anonimo † (menzionato nel 1225)

### Vescovi titolari latini
- Bernardo, O.P. † (menzionato nel 1307/1315)
- Siffredo † (menzionato nel 1357/1360)
- Marchionne † (? deceduto)
- Daniel de Liège, O.P. † (5 agosto 1401 - dopo il 1404[9])
- John Chiveley (o Chefale), O.F.M. † (6 novembre 1402 - dopo il 1408[10])
- Francesco di Wosen, O.F.M. † (26 settembre 1403 - ?)
- Bernhard Arcuficis (Arfizio), O.P. † (23 febbraio 1405 - 1435 deceduto)[11]
- Tommaso Negro † (menzionato il 16 gennaio 1412)
- Guglielmo de Fonte, O.F.M. † (27 gennaio 1412 - ?)
- Nicola Reuse (o Ruten), O.Cist. † (26 maggio 1447 - 24 febbraio 1474 deceduto[12])
- Antonello, O.F.M. † (8 ottobre 1451 - 20 settembre 1452 nominato vescovo di Andria)
- Gerolamo † (? deceduto)
- Giovanni di Coredorio † (14 luglio 1458 - ?)
- Heinrich Kratz † (28 gennaio 1484 - dopo il 1487[13])
- Edward † (menzionato nel 1503)[14]
- Diego † (21 agosto 1507 - 1509 deceduto)
- János Milertynez (Miletyncz, Myletyncz) † (24 aprile 1510 - ?)[15]
- Bartholomäus Höne † (circa 1510 - 1517 o 1518 deceduto)[16]
- Pál Naghievics † (9 maggio 1513 - ?)[17]
- John Young † (3 luglio 1513 - 28 marzo 1526 deceduto)[18]
- Giovanni di Riperia, O.P. † (23 luglio 1518 - ?)
- Alberto † (24 settembre 1529 - ?)
- Teodorico † (? deceduto)
- Martin Durlacher, O.Cist. † (5 ottobre 1551 - 1° gennaio 1559 deceduto)[19][20]
- Scipione Montalto † (4 luglio 1586 - 1605 succeduto vescovo di Isola)
- Petar Bogdan Bakshev, O.F.M.Obs. † (13 febbraio 1638 - 15 giugno 1641[21] succeduto vescovo di Sofia)[22]
- James Smith † (28 gennaio 1688 - 13 maggio 1711 deceduto)
- Giacinto Archiopoli † (1757 - 7 aprile 1789 deceduto)
- Giuseppe Menditto † (23 giugno 1828 - ?)
- John Bernard Fitzpatrick † (21 novembre 1843 - 11 agosto 1846 succeduto vescovo di Boston)
- Jean-Benoît Truffet, C.S.Sp. † (11 dicembre 1846 - 23 novembre 1847 deceduto)
- Jean-Rémi Bessieux, C.S.Sp. † (20 giugno 1848 - 30 aprile 1876 deceduto)
- Rosario Frungillo † (31 dicembre 1877 - 5 febbraio 1886 deceduto)
- Vincenzo Molo † (20 settembre 1887 - 15 marzo 1904 deceduto)
- Karel Wisnar † (14 novembre 1904 - 18 aprile 1926 deceduto)
- José María Betanzos y Hormaechevarría, O.F.M. † (17 luglio 1926 - 27 dicembre 1948 deceduto)
- Joseph-Pierre-Albert Wittebols, S.C.I. † (10 marzo 1949 - 10 novembre 1959 nominato vescovo di Wamba)
- Bernard Schilling, S.V.D. † (19 dicembre 1959 - 16 giugno 1992 deceduto)